# Jerusalem Challenger 1985
Il Jerusalem Challenger 1985 è stato un torneo di tennis facente parte della categoria ATP Challenger Series nell'ambito dell'ATP Challenger Series 1985. Il torneo si è giocato a Gerusalemme in Israele dal 15 al 21 aprile 1985 su campi in cemento.

## Vincitori

### Singolare
Shlomo Glickstein ha battuto in finale  Brad Drewett con il punteggio di 6–4, 6–3

### Doppio
Amos Mansdorf /  Bruce Manson hanno battuto in finale  Tore Meinecke /  Ricki Osterthun con il punteggio di 6–7, 6–4, 7–6